# Kirsten Kreuzer
Kirsten Kreuzer (* 22. Januar 1983 in Delmenhorst) ist eine deutsche politische Beamtin (SPD). Seit September 2023 ist sie Staatsrätin für Soziales, Jugend und Integration bei der Senatorin für Arbeit, Soziales, Jugend und Integration der Freien Hansestadt Bremen.

## Leben
Kreuzer studierte von 2002 bis 2005 an der Niedersächsischen Fachhochschule für Verwaltung und Rechtspflege; sie schloss das Studium als Diplom-Verwaltungs-Betriebswirtin (FH) ab. Von 2007 bis 2010 studierte sie Wirtschaftswissenschaft an der Fernuniversität in Hagen; sie schloss das Studium mit dem Master of Science ab. Von 2005 bis 2011 war sie Sachbearbeiterin im Fachdienst für Finanzen bei der Stadt Delmenhorst. Von 2011 bis 2012 war sie Fachdienstleiterin für Finanzen bei der Samtgemeinde Bersenbrück. Von 2012 bis 2013 war sie Referentin beim Senator für Kultur des Landes Bremen. Von 2013 bis 2015 war sie Referentin in der Senatskanzlei Bremen und beim Senator für Kultur. Von 2015 bis 2016 war sie stellvertretende Leiterin des Referats Zuwandererangelegenheiten in der Senatsverwaltung für Soziales, Jugend, Integration und Sport. Von 2016 bis 2020 war sie Leiterin des Referats Zuwandererangelegenheiten, Wohnungslosenpolitik und soziales Wohnen in der Senatsverwaltung für Soziales, Jugend, Integration und Sport. Von Januar bis Juli 2021 leitete sie das Büro der Senatorin für Kinder und Bildung Claudia Bogedan. Von Juli 2021 bis Mai 2022 war sie als Projektleiterin für die Folgenbewältigung der COVID-19-Pandemie an die Senatskanzlei abgeordnet; ab Dezember 2021 war sie zusätzlich Teamleiterin bei der Stabsstelle „Impfen“ in der Senatsverwaltung für Gesundheit, Verbraucherschutz und Frauen. Von Juni 2022 bis August 2023 war sie Leiterin des Referats Soziales, Jugend, Integration, Gesundheit, Frauen, Verbraucherschutz und Wissenschaft in der Senatskanzlei.
Am 1. September 2023 wurde Kreuzer zur Staatsrätin für Soziales, Jugend und Integration in der Bremer Senatsverwaltung für Arbeit, Soziales, Jugend und Integration ernannt.